# ATC (L01)
Jest to część klasyfikacji anatomiczno-terapeutyczno-chemicznej:
- L – Leki przeciwnowotworowe i immunomodulujące
  - L 01 – Cytostatyki
  - L 02 – Leki hormonalne
  - L 03 – Leki immunostymulujące
  - L 04 – Leki immunosupresyjne

Obejmuje ona cytostatyki:

## L 01 A – Leki alkilujące
- L 01 AA – Analogi iperytu azotowego
  - L 01 AA 01 – cyklofosfamid
  - L 01 AA 02 – chlorambucyl
  - L 01 AA 03 – melfalan
  - L 01 AA 05 – chlorometyna
  - L 01 AA 06 – ifosfamid
  - L 01 AA 07 – trofosfamid
  - L 01 AA 08 – prednimustyna
  - L 01 AA 09 - bendamustyna
  - L 01 AA 10 - flufenamid melfalanu
- L 01 AB – Estry kwasu sulfonowego
  - L 01 AB 01 – busulfan
  - L 01 AB 02 – treosulfan
  - L 01 AB 03 – mannosulfan
- L 01 AC – Iminy etylenowe
  - L 01 AC 01 – tiotepa
  - L 01 AC 02 – triazychon
  - L 01 AC 03 – karbochon
- L 01 AD – Pochodne nitrozomocznika
  - L 01 AD 01 – karmustyna
  - L 01 AD 02 – lomustyna
  - L 01 AD 03 – semustyna
  - L 01 AD 04 – streptozotocyna
  - L 01 AD 05 – fotemustyna
  - L 01 AD 06 – nimustyna
  - L 01 AD 07 – ranimustyna
  - L 01 AD 08 – uramustyna
- L 01 AG – Epoksydy
  - L 01 AG 01 – etoglucyd
- L 01 AX – Inne
  - L 01 AX 01 – mitobronitol
  - L 01 AX 02 – pipobroman
  - L 01 AX 03 – temozolomid
  - L 01 AX 04 – dakarbazyna

## L 01 B – Antymetabolity
- L 01 BA – Analogi kwasu foliowego
  - L 01 BA 01 – metotreksat
  - L 01 BA 03 – raltitreksed
  - L 01 BA 04 – pemetreksed
  - L 01 BA 05 - pralatreksat
- L 01 BB – Analogi puryn
  - L 01 BB 02 – merkaptopuryna
  - L 01 BB 03 – tioguanina
  - L 01 BB 04 – kladrybina
  - L 01 BB 05 – fludarabina
  - L 01 BB 06 – klofarabina
  - L 01 BB 07 – nelarabina
- L 01 BC – Analogi pirymidyn
  - L 01 BC 01 – arabinozyd cytozyny
  - L 01 BC 02 – fluorouracyl
  - L 01 BC 03 – tegafur
  - L 01 BC 04 – karmofur
  - L 01 BC 05 – gemcytabina
  - L 01 BC 06 – kapecytabina
  - L 01 BC 07 – azacytydyna
  - L 01 BC 08 – decytabina
  - L 01 BC 09 – floksurydyna
  - L 01 BC 52 – fluorouracyl w połączeniach
  - L 01 BC 53 – tegafur w połączeniach
  - L 01 BC 58 – decytabina w połączeniach
  - L 01 BC 59 – triflurydyna w połączeniach

## L 01 C – Alkaloidy roślinne i inne związki pochodzenia naturalnego
- L 01 CA – Alkaloidy Vinca i ich analogi
  - L 01 CA 01 – winblastyna
  - L 01 CA 02 – winkrystyna
  - L 01 CA 03 – windezyna
  - L 01 CA 04 – winorelbina
  - L 01 CA 05 – winflunina
  - L 01 CA 06 – wintafolid
- L 01 CB – Pochodne podofilotoksyny
  - L 01 CB 01 – etopozyd
  - L 01 CB 02 – tenipozyd
- L 01 CC – Pochodne kolchicyny
  - L 01 CC 01 – demekolcyna
- L 01 CD – Taksany
  - L 01 CD 01 – paklitaksel
  - L 01 CD 02 – docetaksel
  - L 01 CD 03 – poliglumeks paklitakselu
  - L 01 CD 04 – kabazytaksel
  - L 01 CD 51 – paklitaksel i encekwidar
- L 01 CE – Inhibitory topoizomerazy 1
  - L 01 CE 01 – topotekan
  - L 01 CE 02 – irynotekan
  - L 01 CE 03 – etirynotekan pegol
  - L 01 CE 04 – belotekan
- L 01 CX – Inne
  - L 01 CX 01 – trabektedyna

## L 01 D – Antybiotyki cytotoksyczne i związki pochodne
- L 01 DA – Aktynomycyny
  - L 01 DA 01 – daktynomycyna
- L 01 DB – Antracykliny i związki pochodne
  - L 01 DB 01 – doksorubicyna
  - L 01 DB 02 – daunorubicyna
  - L 01 DB 03 – epirubicyna
  - L 01 DB 04 – aklarubicyna
  - L 01 DB 05 – zorubicyna
  - L 01 DB 06 – idarubicyna
  - L 01 DB 07 – mitoksantron
  - L 01 DB 08 – pirarubicyna
  - L 01 DB 09 – walrubicyna
  - L 01 DB 10 – amrubicyna
  - L 01 DB 11 – piksantron

- L 01 DC – Inne
  - L 01 DC 01 – bleomycyna
  - L 01 DC 02 – plikamycyna
  - L 01 DC 03 – mitomycyna
  - L 01 DC 04 – iksabepilon

## L 01 E – Inhibitorykinazy białkowej
- L 01 EA – Inhibitory kinazy tyrozynowej BCR-Abl
  - L 01 EA 01 – imatynib
  - L 01 EA 02 – dasatynib
  - L 01 EA 03 – nilotynib
  - L 01 EA 04 – bosutynib
  - L 01 EA 05 – ponatynib
  - L 01 EA 06 – askimynib

- L 01 EB – Inhibitory kinazy tyrozynowej receptora nabłonkowego czynnika wzrostu (EGFR)
  - L 01 EB 01 – gefitynib
  - L 01 EB 02 – erlotynib
  - L 01 EB 03 – afatynib
  - L 01 EB 04 – ozymertynib
  - L 01 EB 05 – rokiletynib
  - L 01 EB 06 – olmutynib
  - L 01 EB 07 – dakomitynib
  - L 01 EB 08 – ikotynib
  - L 01 EB 09 – lazertynib
  - L 01 EB 10 – mobocertynib
  - L 01 EB 11 – aumolertynib

- L 01 EC – Inhibitory kinazy seroninowo-treoninowej B-Raf (BRAF)
  - L 01 EC 01 – wemurafenib
  - L 01 EC 02 – dabrafenib
  - L 01 EC 03 – enkorafenib

- L 01 ED – Inhibitory kinazy chłoniaka anaplastycznego (ALK)
  - L 01 ED 01 – kryzotynib
  - L 01 ED 02 – cerytynib
  - L 01 ED 03 – alektynib
  - L 01 ED 04 – brygatynib
  - L 01 ED 05 – lorlatynib

- L 01 EE – Inhibitory kinazy aktywowanej mitogenami (MEK)
  - L 01 EE 01 – trametynib
  - L 01 EE 02 – kobimetynib
  - L 01 EE 03 – binimetynib
  - L 01 EE 04 – selumetynib

- L 01 EF – Inhibitory kinaz cyklinozależnych (CDK)
  - L 01 EF 01 – palbocyklib
  - L 01 EF 02 – rybocyklib
  - L 01 EF 03 – abemacyklib

- L 01 EG – Inhibitory kinazy mTOR
  - L 01 EG 01 – temsirolimus
  - L 01 EG 02 – ewerolimus
  - L 01 EG 03 – rydaforolimus
  - L 01 EG 04 – sirolismus

- L 01 EH – Inhibitory kinazy receptora ludzkiego czynnika wzrostu naskórka 2 (HER2)
  - L 01 EH 01 – lapatynib
  - L 01 EH 02 – neratynib
  - L 01 EH 03 – tukatynib

- L 01 EJ – Inhibitory kinazy janusowej (JAK)
  - L 01 EJ 01 – ruksolitynib
  - L 01 EJ 02 – fedratynib
  - L 01 EJ 03 – pakrytynib
  - L 01 EJ 03 – momelotynib

- L 01 EK – Inhibitory kinazy receptora czynnika wzrostu śródbłonka naczyniowego (VEGFR)
  - L 01 EK 01 – aksytynib
  - L 01 EK 02 – cedyranib
  - L 01 EK 03 – tiwozanib
  - L 01 EK 04 – frukwintynib

- L 01 EL – Inhibitory kinazy tyrozynowej Brutona (BTK)
  - L 01 EL 01 – ibrutynib
  - L 01 EL 02 – akalabrutynib
  - L 01 EL 03 – zanubrutynib
  - L 01 EL 04 – orelabrutynib
  - L 01 EL 05 – pirtobrutynib

- L 01 EM – Inhibitory kinazy 3-fosfatydyloinozytolu (Pi3K)
  - L 01 EM 01 – idelalizyb
  - L 01 EM 02 – kopanlizyb
  - L 01 EM 03 – alpelizyb
  - L 01 EM 04 – duwelizyb
  - L 01 EM 05 – parsaklizyb

- L 01 EN – Inhibitory kinazy tyrozynowej receptora czynnika wzrostu fibroblastów (FGFR)
  - L 01 EN 01 – erdafitynib
  - L 01 EN 02 – pemigatynib
  - L 01 EN 03 – infigratynib
  - L 01 EN 04 – futibatynib

- L 01 EX – Inne inhibitory kinazy proteinowej
  - L 01 EX 01 – sunitynib
  - L 01 EX 02 – sorafenib
  - L 01 EX 03 – pazopanib
  - L 01 EX 04 – wandetanib
  - L 01 EX 05 – regorafenib
  - L 01 EX 06 – masytynib
  - L 01 EX 07 – kabozantynib
  - L 01 EX 08 – lenwatynib
  - L 01 EX 09 – nintedanib
  - L 01 EX 10 – midostauryna
  - L 01 EX 11 – kwizartynib
  - L 01 EX 12 – larotrektynib
  - L 01 EX 13 – gilterytynib
  - L 01 EX 14 – entrektynib
  - L 01 EX 15 – peksydartynib
  - L 01 EX 16 – erdafitynib
  - L 01 EX 17 – kapmatynib
  - L 01 EX 18 – awaprytynib
  - L 01 EX 19 – rypretynib
  - L 01 EX 21 – tepotynib
  - L 01 EX 22 – selperkatynib
  - L 01 EX 23 – pralsetynib
  - L 01 EX 24 – surufatynib
  - L 01 EX 25 – umbralizyb
  - L 01 EX 26 – sitwatynib
  - L 01 EX 27 – kapiwasertyb

## L 01 F – Przeciwciała monoklonalne oraz przeciwciała skoniugowane z cytostatykami
- L 01 FA – Inhibitory CD20
  - L 01 FA 01 – rytuksymab
  - L 01 FA 02 – ofatumumab
  - L 01 FA 03 – obinutuzumab

- L 01 FB – Inhibitory CD22
  - L 01 FB 01 – inotuzumab ozogamycyny
  - L 01 FB 02 – moksetumomab pasudotoksu

- L 01 FC – Inhibitory CD38
  - L 01 FC 01 – daratumumab
  - L 01 FC 02 – izatuksymab

- L 01 FD – Inhibitory HER2
  - L 01 FD 01 – trastuzumab
  - L 01 FD 02 – pertuzumab
  - L 01 FD 03 – trastuzumab emtanzyny
  - L 01 FD 04 – trastuzumab derukstekanu
  - L 01 FD 05 – trastuzumab duokarmazyny
  - L 01 FD 06 – margetuksimab

- L 01 FE – Inhibitory EGFR
  - L 01 FE 01 – cetuksymab
  - L 01 FE 02 – panitumumab
  - L 01 FE 03 – necitumumab

- L 01 FF – Inhibitory PD–1/PD–L1
  - L 01 FF 01 – niwolumab
  - L 01 FF 02 – pembrolizumab
  - L 01 FF 03 – durwalumab
  - L 01 FF 04 – awelumab
  - L 01 FF 05 – atezolizumab
  - L 01 FF 06 – cemiplimab
  - L 01 FF 07 – dostarlimab
  - L 01 FF 08 – prolgolimab
  - L 01 FF 09 – tyslelizumab
  - L 01 FF 10 – retyfanlibab
  - L 01 FF 11 – sugemalibab
  - L 01 FF 12 – serplulibab
  - L 01 FF 13 – toripalimab

- L 01 FG – Inhibitory VEGF/VEGFR
  - L 01 FG 01 – bewacyzumab
  - L 01 FG 02 – ramucirumab

- L 01 FX – Inne przeciwciała monoklonalne oraz przeciwciała skoniugowane z cytostatykami
  - L 01 FX 01 – edrekolomab
  - L 01 FX 02 – gemtuzumab ozogamycyny
  - L 01 FX 03 – katumaksomab
  - L 01 FX 04 – ipilimumab
  - L 01 FX 05 – brentuksymab wedotyny
  - L 01 FX 06 – dinutuksymab beta
  - L 01 FX 07 – blinatumomab
  - L 01 FX 08 – elotuzumab
  - L 01 FX 09 – mogamulizumab
  - L 01 FX 10 – olaratumab
  - L 01 FX 11 – bermekimab
  - L 01 FX 12 – tafasitamab
  - L 01 FX 13 – enfortumab wedotyny
  - L 01 FX 14 – polatuzumab wedotyny
  - L 01 FX 15 – belantamab mafodotyny
  - L 01 FX 16 – oportuzumab monatoksu
  - L 01 FX 17 – sacytuzumab gowitekanu
  - L 01 FX 18 – amiwantamab
  - L 01 FX 19 – sabatolimab
  - L 01 FX 20 – tremelimumab
  - L 01 FX 21 – naksitamab
  - L 01 FX 22 – lonkastuksymab tezyryny
  - L 01 FX 23 – tisotumab wedotin
  - L 01 FX 24 – teklistamab
  - L 01 FX 25 – mosunetuzumab
  - L 01 FX 26 – mirwetuksymab sorawtanzyny
  - L 01 FX 27 – epkorytamab
  - L 01 FX 28 – glofitamab
  - L 01 FX 29 – talkwetamab

- L 01 FY – Połączenia przeciwciał monoklonalnych oraz przeciwciał skoniugowanych z cytostatykami
  - L 01 FY 01 – pertuzumab i trastuzumab
  - L 01 FY 02 – niwolumab i relatlimab
  - L 01 FY 03 – prolgolimab i nurulimab

## L 01 X – Pozostałe leki przeciwnowotworowe
- L 01 XA – Związki platyny
  - L 01 XA 01 – cisplatyna
  - L 01 XA 02 – karboplatyna
  - L 01 XA 03 – oksaliplatyna
  - L 01 XA 04 – satraplatyna
  - L 01 XA 05 – poliplatilen

- L 01 XB – Metylohydrazyny
  - L 01 XB 01 – prokarbazyna

- L 01 XD – Środki stosowane w terapii fotodynamicznej
  - L 01 XD 01 – porfimer sodu
  - L 01 XD 03 – aminolewulinian metylu
  - L 01 XD 04 – kwas aminolewulinowy
  - L 01 XD 05 – temoporfina
  - L 01 XD 06 – efaproksiral
  - L 01 XD 07 – padeliporfin

- L 01 XF – Retinoidy stosowane w terapii przeciwnowotworowej
  - L 01 XF 01 – tretynoina
  - L 01 XF 02 – alitretynoina
  - L 01 XF 03 – beksaroten

- L 01 XG – Inhibitory proteasomu
  - L 01 XG 01 – bortezomib
  - L 01 XG 02 – carfilzomib
  - L 01 XG 03 – iksazomib

- L 01 XH – Inhibitory deacetylaz histonów (HDAC)
  - L 01 XH 01 – worynostat
  - L 01 XH 02 – romidepsyna
  - L 01 XH 03 – panobinostat
  - L 01 XH 04 – belinostat
  - L 01 XH 05 – entynostat

- L 01 XJ – Inhibitory szlaku Hedgehog
  - L 01 XJ 01 – wismodegib
  - L 01 XJ 02 – sonidegib
  - L 01 XJ 03 – glasdegib

- L 01 XK – Inhibitory polimeraz poli-ADP-rybozy (PARP)
  - L 01 XK 01 – olaparyb
  - L 01 XK 02 – niraparyb
  - L 01 XK 03 – rukaparyb
  - L 01 XK 04 – talazoparyb
  - L 01 XK 05 – weliparyb
  - L 01 XK 06 – pamiparyb
  - L 01 XK 52 – niraparyb i abirateron

- L 01 XL – Przeciwnowotworowa terapia komórkowa lub genowa
  - L 01 XL 01 – sitimagene ceradenovec
  - L 01 XL 02 – talimogen laherparepwek
  - L 01 XL 03 – aksykabtagen cyloleucel
  - L 01 XL 04 – tisagenlecleucel
  - L 01 XL 05 – ciltakabtagen autoleucel
  - L 01 XL 06 – breksukabtagen autoleucel
  - L 01 XL 07 – idekabtagen wikleucel
  - L 01 XL 08 – lizokabtagen maraleucel
  - L 01 XL 09 – tabelekleucel
  - L 01 XL 10 – nadofaragen firadenowek
  - L 01 XL 11 – lifileucel

- L 01 XX – Inne
  - L 01 XX 01 – amsakryna
  - L 01 XX 02 – asparaginaza
  - L 01 XX 03 – altretamina
  - L 01 XX 05 – hydroksymocznik
  - L 01 XX 07 – lonidamid
  - L 01 XX 08 – pentostatyna
  - L 01 XX 10 – mazoprokol
  - L 01 XX 11 – estramustyna
  - L 01 XX 16 – mitoguazon
  - L 01 XX 18 – tiofurazon
  - L 01 XX 23 – mitotan
  - L 01 XX 24 – pegaspargaza
  - L 01 XX 27 – trójtlenek arsenu
  - L 01 XX 29 – denileukin diftitox
  - L 01 XX 33 – celekoksyb
  - L 01 XX 35 – anagrelid
  - L 01 XX 36 – oblimersen
  - L 01 XX 40 – mepebursztynian omacetaksyny
  - L 01 XX 41 – erybulina
  - L 01 XX 44 – aflibercept
  - L 01 XX 52 – wenetoklaks
  - L 01 XX 53 – wozaroksyn
  - L 01 XX 57 – plitydepsyna
  - L 01 XX 58 – epakadostat
  - L 01 XX 59 – enasidenib
  - L 01 XX 62 – iwosydenib
  - L 01 XX 66 – selineksor
  - L 01 XX 67 – tagraksofusp
  - L 01 XX 69 – lurbinektedyna
  - L 01 XX 72 – tazemetostat
  - L 01 XX 73 – sotorazyb
  - L 01 XX 74 – belzutifan
  - L 01 XX 75 – tebentafusp
  - L 01 XX 77 – adagrazyb
  - L 01 XX 78 – nawitoklaks
  - L 01 XX 79 – eflornityna
  - L 01 XX 80 – imetelstat

- L 01 XY – Połączenia leków przeciwnowotworowych
  - L 01 XY 01 – arabinozyd cytozyny i daunorubicyna